# Гімн Самарі
Гімн Самáрі — офіційний символ міста Самар Дніпропетровської області, затверджений рішенням Самарівської міської ради № LI/VIII від 22 липня 2025 року. Є оновленою версією старого гімну міста, затвердженого 30 червня 1999 року, зміненого його ж автором Володимиром Москаленком внаслідок деколонізації назви міста у 2024 році.

## Текст
Здригалась під копитами земля,

І запорожці бусурмана гнали,

Чумацький шлях лежав через поля,

Тут, в Присамар’ї, місто закладали.

Пливли понад Самарою роки,

І йшли за поколінням покоління,

Собор козацький став тут навіки,

Святе ніде не бачене творіння.

Приспів:

Місто Самар – це пам’ять козаків,

Самар – це слава земляків,

Самар – ти юність і краса,

З тобою Україна воскреса.

Хвала вам, славні руки, золоті,

Що веселкове місто будували,

Уклін вам, ветерани, до землі,

Що в битвах Батьківщину відстояли.

Прославлений козацький мужній рід,

Вставай до праці творчо і натхненно,

Хай рідни край не знає більше бід,

Щасливі щоб були ми повсякденно.

Приспів:

Місто Самар – це пам’ять козаків,

Самар – це слава земляків,

Самар – ти юність і краса,

З тобою Україна воскреса.